# Hosta minor
Hosta minor là một loài thực vật có hoa trong họ Măng tây. Loài này được (Baker) Nakai mô tả khoa học đầu tiên năm 1911.